# Lasiodorides polycuspulatus
Lasiodorides polycuspulatus là một loài nhện trong họ Theraphosidae.
Loài này thuộc chi Lasiodorides. Lasiodorides polycuspulatus được miêu tả năm 1997 bởi Joachim Schmidt & Bischoff.